# Beilschmiedia giorgii
Beilschmiedia giorgii är en lagerväxtart som beskrevs av Robyns & Wilczek. Beilschmiedia giorgii ingår i släktet Beilschmiedia och familjen lagerväxter. Inga underarter finns listade i Catalogue of Life.